# Parc du Montnegre et le Corredor
Pour les articles homonymes, voir Corredor.
Le Parc du Montnegre et le Corredor est un espace naturel qui fait partie du Réseau d'espaces naturels (ca) protégés, promus et gérés par la Députation de Barcelone. Le Parc est protégé légalement par un plan spécial de protection du milieu géophysique et paysager, approuvé le 20 juillet 1989.

## Situation
Situé dans la cordillère littorale catalane entre les comarques du Maresme et du Vallès Oriental, il a une superficie approchant les 15 000 ha.
La Méditerranée et la dépression vallesane le limitent longitudinalement, la rivière d'Argentona et le fleuve la Tordera le font transversalement.
Il est formé par les massifs du Corredor (ca) et du Montnegre qui sont séparés par les rivières de Vallgorguina et d'Arenys.
Le massif du Montnegre culmine à 766 mètres d'altitude au Turó d'en Vives (ca).
Le massif du Corredor culmine à 642,2 mètres au Corredor, près duquel se trouve le Sanctuaire du Corredor (ca).
Les agglomérations les plus implantés dans parc sont :
- Saint Celoni
- Llinars del Vallès
- Vallgorguina
- Vilalba Sasserra
- Arenys de Munt
- Dosrius
- Fogars de la Selva
- Mataró
- Palafolls
- Pineda de Mer
- Saint Cebrià de Vallalta
- Saint Iscle de Vallalta
- Tordera

## Géographie physique
Les massifs du Montnegre et du Corredor (ca) sont deux entités aux reliefs bien définis, alignés parallèlement à la côte, formant part de la cordillère littorale catalane et constituent une barrière naturelle entre la plaine littorale du Maresme et la dépression du Vallès et de La Selva.
Le substrat géologique des deux ensembles montagneux est essentiellement formé par de grands blocs granitiques traversés par des filons. Dans la partie la plus élevée du Montnegre se trouve une zone de roches métamorphiques plus résistantes à l'érosion. Ces schistes donnent un caractère plus abrupt au massif du Montnegre. 
On y distingue deux zones climatiques : les terres intérieures orientées vers la plaine du Vallès, plus froides et humides, et les versants orientés vers mer, plus secs et avec des températures plus douces. 
Les fleuves et rivières ont un régime épisodique ou saisonnier. Le principal cours d'eau est la Tordera qui recueille les eaux des rivières du versant vallesan du massif du Montnegre, comme les Vallgorguina, Olzinelles, Montnegre, Fuirosos et Ramió.

## Végétation
La situation géographique, le relief et les différents régimes climatiques entre les versants intérieurs et ceux face à la mer conditionnent la diversité de la végétation qui couvre ces massifs. La proximité de la mer, qui fournit un surplus d'humidité, spécialement l'été, favorise le développement d'une végétation exubérante de nombreuses espèces de caractère centre-européen et, même, atlantique.
Les arbres les plus répandus sont les chênes verts et les chênes-lièges, ces derniers ayant été avantagés par l'intérêt économique associé à l'industrie du liège. Les pins parasols sont aussi très abondants, ils caractérisent le paysage du versants maritimes du Maresme où ils occupent les vignes et cultures abandonnées au cours des derniers 150 ans.
Dans les zones les plus élevées du Montnegre on trouve des chênaies de chêne des Canaries et de chêne rouvre. Au milieu des chênes pousse une grande variété d'espèces végétales typiques d'Europe centrale, comme les hêtres, qui y subsistent à cause de l'humidité des crêtes.
Dans les zones ombragées du Montnegre, entre  noisetiers et chênes verts, se trouvent encore d'importantes plantations de châtaigniers.  Dans les endroits les plus humides et aux bords des nombreux torrents et ruisseaux que descendent vers la Tordera on rencontre des bois d'aulnes.

## Faune
La variété de couvertures végétales dans les massifs du Montnegre et du Corredor (ca) (chênaies, feuillus, bords de rive, pinèdes, zones ouvertes et de culture) favorise le développement d'une faune diverse et abondante. 
L'existence de forêts denses et bien conservées avantage la prospérité des espèces à caractère forestier. C'est le cas du sanglier, le mammifère le plus gros de ces massifs, parfaitement adapté à la vie dans les bois. 
On y trouve des espèces de forêts méditerranéennes comme la genette commune, le loir, l’écureuil, l'autour des palombes, le pic vert, le geai ou la couleuvre à échelons, et d'autres, propres des régions centre-européennes comme la fouine, le campagnol roussâtre, la bécasse des bois ou le glis glis. Récemment, plusieurs espèces arboricoles de chauves-souris, rares en Catalogne, ont été identifiés.
On retrouve aussi la présence de la typique faune de carnivores méditerranéens comme le blaireau et la belette. 
Le chevreuil, récemment introduit, connaît une importante croissance de populations en peu d'années.
Les zones ouvertes, bien que rares à l'intérieur du parc, sont spécialement riches en faune. Ces aires sont importantes pour les prédateurs comme le circaète, les buses, le renard, la couleuvre de Montpellier et le lézard.
Les zones humides, rivières et torrents constituent un habitat où prospère une grande variété d'invertébrées et amphibiens.
Cet espace se situe sur une des principales routes migratrices d'oiseaux de la Méditerranéenne occidentale.  

## Paysage
Le Montnegre et le Corredor (ca) forment un ensemble montagneux compact, avec des reliefs plutôt doux couverts de forets méditerranéennes et un paysage remodelé par l'activité humaine. 
Les deux massifs sont, malgré tout, bien différents. Le massif du Montnegre, plus grand et abrupt, est aussi plus sauvage et impénétrable. Le Corredor a un relief plus doux, avec des formes arrondies par l'érosion, qui ont favorisé l'activité agricole jusque dans les zones centrales. 
Plus du 95 % de la superficie du parc est de caractère forestier.

## Histoire
L'homme est établi depuis la Préhistoire dans ces monts. L'exceptionnelle situation géographique et la richesse des ressources naturelles étaient déjà appréciés à l'époque néolithique, comme le démontrent les dolmens de Pedra Gentil (ca) et le de Pedra Arca. 
Les peuples ibères, notamment les laietans, se sont installés, suivant leurs habitudes, dans les premières hauteurs, comme Turó del Vent (ca) et le Puig del Castell (ca), où l'on retrouve les restes de leur présence. L'occupation romaine va les forcer à descendre vers les plaines où apparaissent de nombreuses villas agricoles. 
À l'époque médiévale, la population se regroupe en petits noyaux, plus abondants en les plaines que sur les hauteurs. L'importance de la religion à l'époque se fait sentir par les nombreux bâtiments religieux disséminés dans tout le parc naturel.
Le développement agricole postérieur se reflète en plus de deux-cents mas, d'entre lesquels se distinguent Can Pradell de la Serra (ca), Can Bosc del Far (ca) et Ca n'Oller (ca), et aussi en un paysage qui est la somme de l'alternance de bois et de cultures où l'activité de l'homme tout long de l'histoire a eu une influence capitale.
Actuellement, le déclin de l'activité agricole, initié à la fin des années 1950, a fait pratiquement disparaître l'emploi agricole des fermes qui, à peu à peu, se reconvertissent à d'autres activités.

## Lien connexe
- Réseau des parcs de la Députation provinciale de Barcelone